# Gecko léopard
Vous lisez un « bon article » labellisé en 2013.
Eublepharis macularius
Pour les articles homonymes, voir Léopard (homonymie).
Espèce
Synonymes
- Cyrtodactylus macularius Blyth, 1854 (protonyme)
- Eublepharis fasciolatus Günther, 1864
- Eublepharis gracilis Börner, 1974
- Cyrtodactylus madarensis Sharma, 1980

Le Gecko léopard (Eublepharis macularius) est une espèce de geckos de la famille des Eublepharidae. D'une couleur généralement blanchâtre à jaune mouchetée de noir, sa robe rappelle celle du léopard, d'où son nom. Ce gecko a une taille moyenne d'un peu plus de 20 cm, les mâles étant plus grands et massifs que les femelles.
Grégaire, il est actif au crépuscule et pendant la nuit, l'espèce vit dans des milieux variés mais affectionne principalement les anfractuosités des rochers dans des milieux accidentés et secs. On le trouve au Pakistan, en Inde, en Afghanistan et au Népal. Il se nourrit principalement d'invertébrés mais peut également chasser de petits vertébrés, notamment à l'âge adulte. Il est ovipare.
Le Gecko léopard vit assez bien dans les milieux anthropisés. Il n'est pas menacé dans son milieu naturel et n'est pas dangereux pour l'homme. En raison de son caractère docile, de ses couleurs vives et de sa facilité d'élevage, il est souvent élevé comme nouvel animal de compagnie par les amateurs de terrariophilie.

## Description

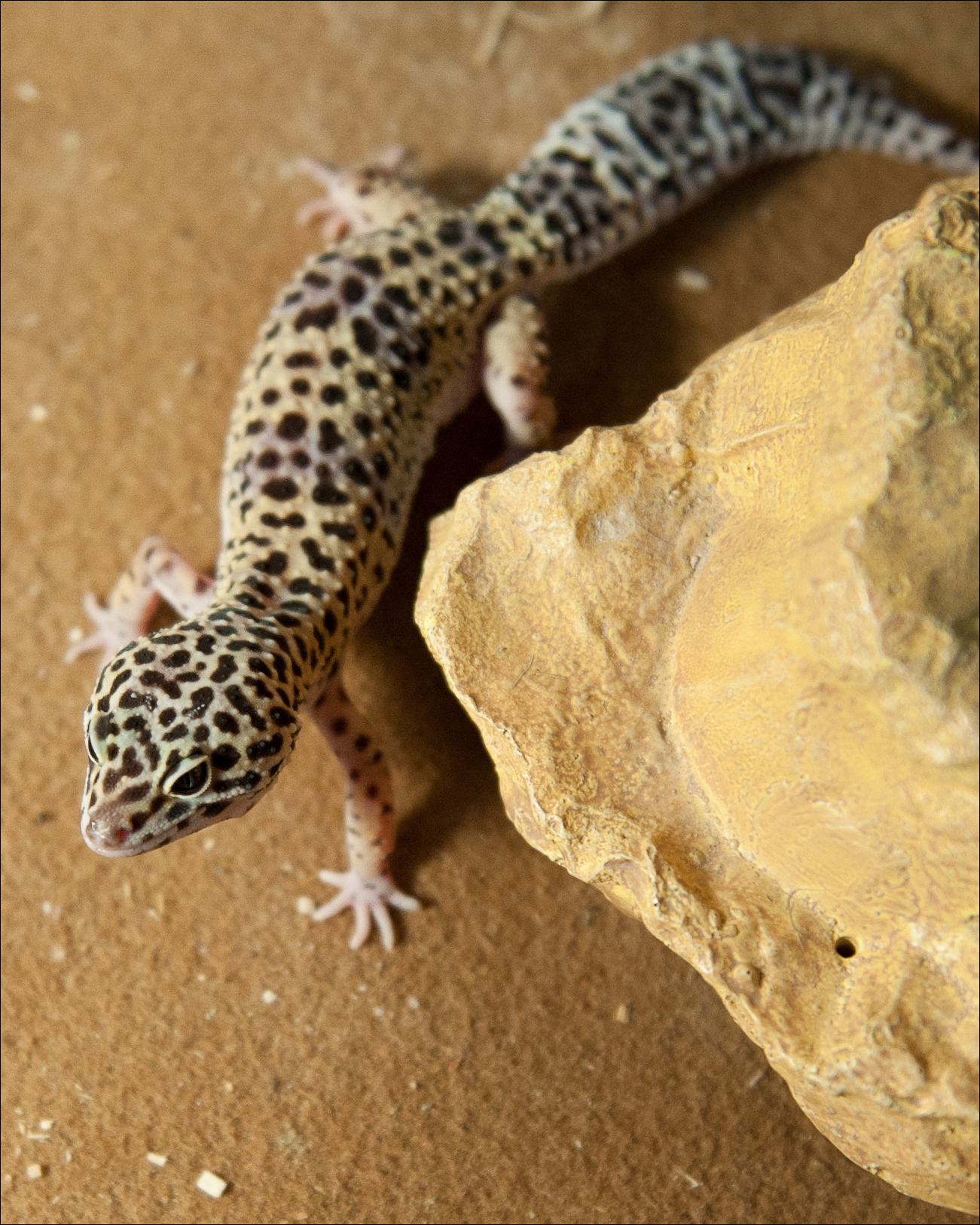
Individu femelle.

### Généralités
Le Gecko léopard est une espèce de gecko de relativement grande taille. Les individus adultes mesurent environ 24,5 cm pour les mâles et 21 cm pour les femelles. La taille de la queue peut atteindre jusqu'à 70 % de la longueur museau-cloaque. La taille des individus est sans doute variable selon les populations. Le corps et la tête sont massifs, et cette dernière est triangulaire, avec un museau pointu. Les pattes sont courtes et fines par rapport au corps. La queue est cylindrique, large et charnue ; elle est segmentée et pointue à son extrémité. Il se sert de cette dernière afin de faire des réserves alimentaires adipeuses. Plus sa queue est grosse, plus il a de réserves de graisses.
La robe a, chez les adultes, une couleur de fond blanchâtre ou jaune, voire violacée mouchetée de taches et points noirs qui rappellent la livrée des léopards. Les points noirs peuvent être distincts les uns des autres ou se rejoindre pour former des motifs, notamment au niveau de la tête. Le ventre est beige à blanc. Chez les juvéniles, la tête est foncée avec une bande blanche au niveau de la nuque. Le dos est barré de trois ou quatre bandes transversales foncées. Ces bandes s'estompent avec l'âge mais peuvent subsister chez les adultes sous forme de bandes grisâtres ou violacées.
Il a une peau garnie d'écailles granulaires ou en forme de tubercules coniques disposées de manière irrégulière sur la face dorsale. Les écailles ventrales sont quant à elles lisses. Les cinq doigts se terminent par des griffes puissantes mais le Gecko léopard, contrairement à d'autres geckos, n'est pas équipé de setae et ne peut donc pas grimper sur des surfaces totalement lisses comme le verre. Les doigts présentent des écailles en forme de lamelles elles-mêmes constituées de petits tubercules.

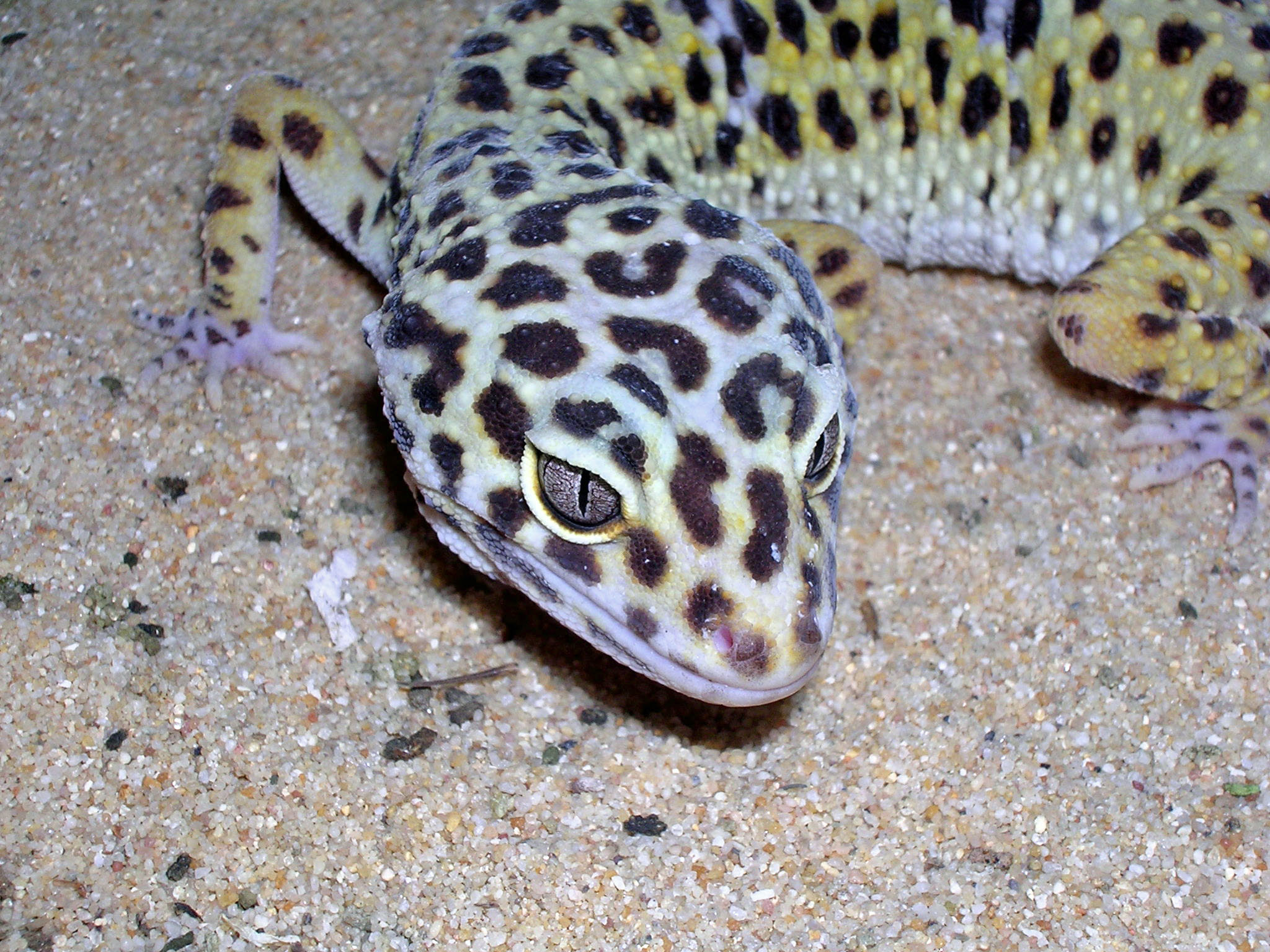
Détail de la tête : les paupières caractéristiques et les pupilles verticales sont clairement visibles.

C'est un lézard muni d'yeux à pupilles verticales et à paupières mobiles caractéristiques de la famille des Eublepharidae. Sur les deux côtés de la tête, on trouve des ouvertures auriculaires assez grandes. La langue, quant à elle, est rose et très légèrement bifide.

### Dimorphisme sexuel
Les mâles sont plus grands et ont une apparence plus massive au niveau de la tête et du cou que les femelles. Ils possèdent une rangée de huit à quatorze pores fémoraux sur la face ventrale, juste devant le cloaque, formant un angle obtus. Ces pores peuvent parfois être visibles chez certaines femelles, mais de manière moins marquée que chez les mâles. De plus, les mâles adultes possèdent deux hémipénis qui forment des renflements à la base de la queue. Ces renflements apparaissent chez les jeunes mâles à l'âge d'environ six semaines.

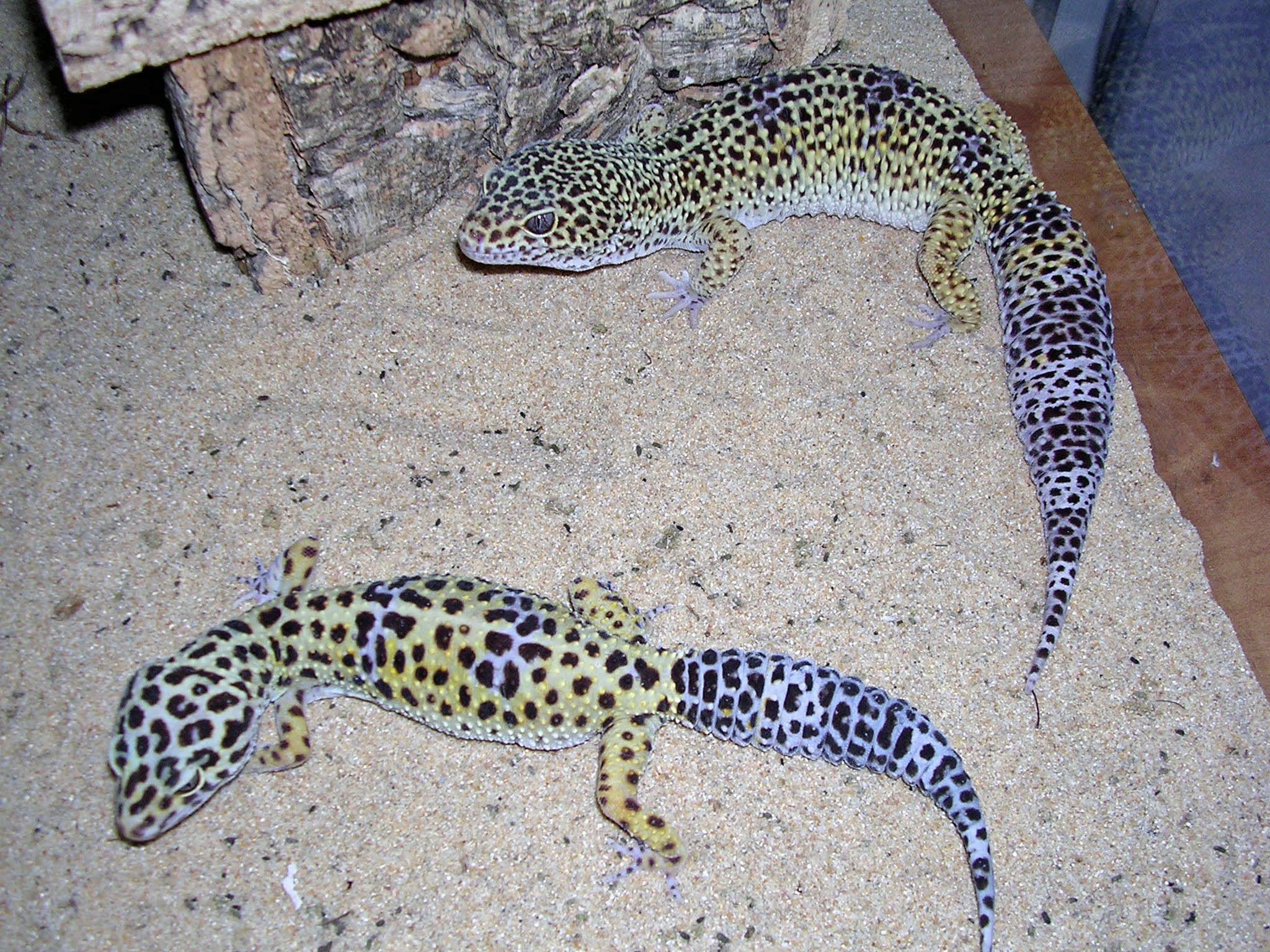
En haut : mâle, en bas : femelle.
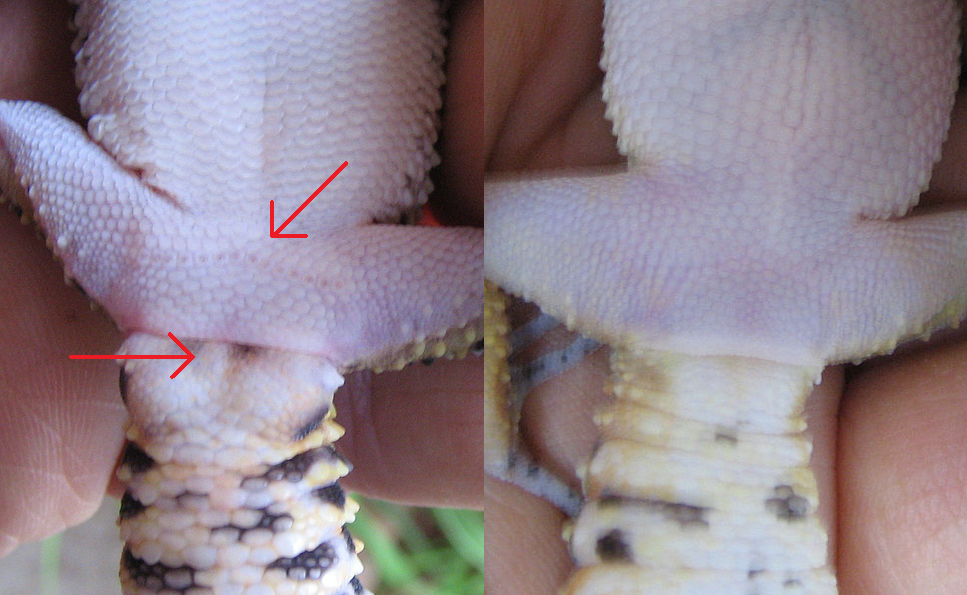
Comparaison de la région cloacale d'un mâle (à gauche) et d'une femelle (droite). La flèche rouge du haut indique les pores fémoraux et celle du bas indique les renflements des hémipénis.

### Espèces ressemblantes
Le Gecko léopard peut aisément être confondu avec les autres espèces du genre Eublepharis que sont Eublepharis angramainyu, Eublepharis fuscus, Eublepharis hardwickii et Eublepharis turcmenicus. En effet, ces taxons sont tellement proches morphologiquement que les barrières entre ces espèces font encore l'objet de débats au sein de la communauté scientifique. Ainsi, le meilleur moyen de différencier ces espèces est de connaître leur lieu d'observation.
Le Gecko léopard présente également une morphologie très proche de celle d'Hemitheconyx caudicinctus, ou Gecko à queue grasse. Néanmoins, la livrée de cette espèce est différente et elle ne se rencontre qu'en Afrique, contrairement au Gecko léopard qui vit en Asie.
| Espèce                                           | Distribution                                                                                     | Image                                                   |
| ------------------------------------------------ | ------------------------------------------------------------------------------------------------ | ------------------------------------------------------- |
| Eublepharis angramainyu Anderson & Leviton, 1966 | Nord et Nord-Ouest de l'Irak, Sud-Ouest de l'Iran, Sud-Est de la Turquie et Nord-Est de la Syrie | Eublepharis angramainyu en captivité                    |
| Eublepharis fuscus Börner, 1974                  | Ouest de l'Inde                                                                                  | Eublepharis fuscus                                      |
| Eublepharis hardwickii Gray, 1827                | Est de l'Inde                                                                                    | Planche naturaliste représentant Eublepharis hardwickii |
| Eublepharis turcmenicus Darevsky, 1977           | Nord de l'Iran et Sud du Turkménistan                                                            | Eublepharis turcmenicus en captivité                    |
| Hemitheconyx caudicinctus (Duméril, 1851)        | Afrique                                                                                          | Hemitheconyx caudicinctus                               |

## Éthologie et biologie

### Généralités
Le Gecko léopard est actif au crépuscule et durant la nuit, jusqu'à l'aube. En effet, sa température préférentielle étant de 26,5 °C et son taux d'évaporation transcutanée étant relativement élevé, il est naturellement plus à l'aise la nuit, lorsque la température est peu élevée et l'air plus humide,. Le Gecko léopard est plus enclin à sortir de sa cachette, notamment pour chasser, lorsque le temps est chaud et humide. Le jour, il se réfugie sous des pierres ou dans des trous du sol.
À l'instar des autres squamates, le Gecko léopard mue régulièrement. Il se débarrasse alors de son ancienne peau, qui se détache par lambeaux, en s'aidant avec la bouche. Il mange généralement son exuvie. Il peut cependant mal enlever sa mue. Généralement une augmentation d'humidité suffit.
Peu de données existent concernant l'espérance de vie du Gecko léopard dans son milieu naturel. En captivité, des cas d'individus ayant jusqu'à 24 ans ont été reportés.

### Alimentation

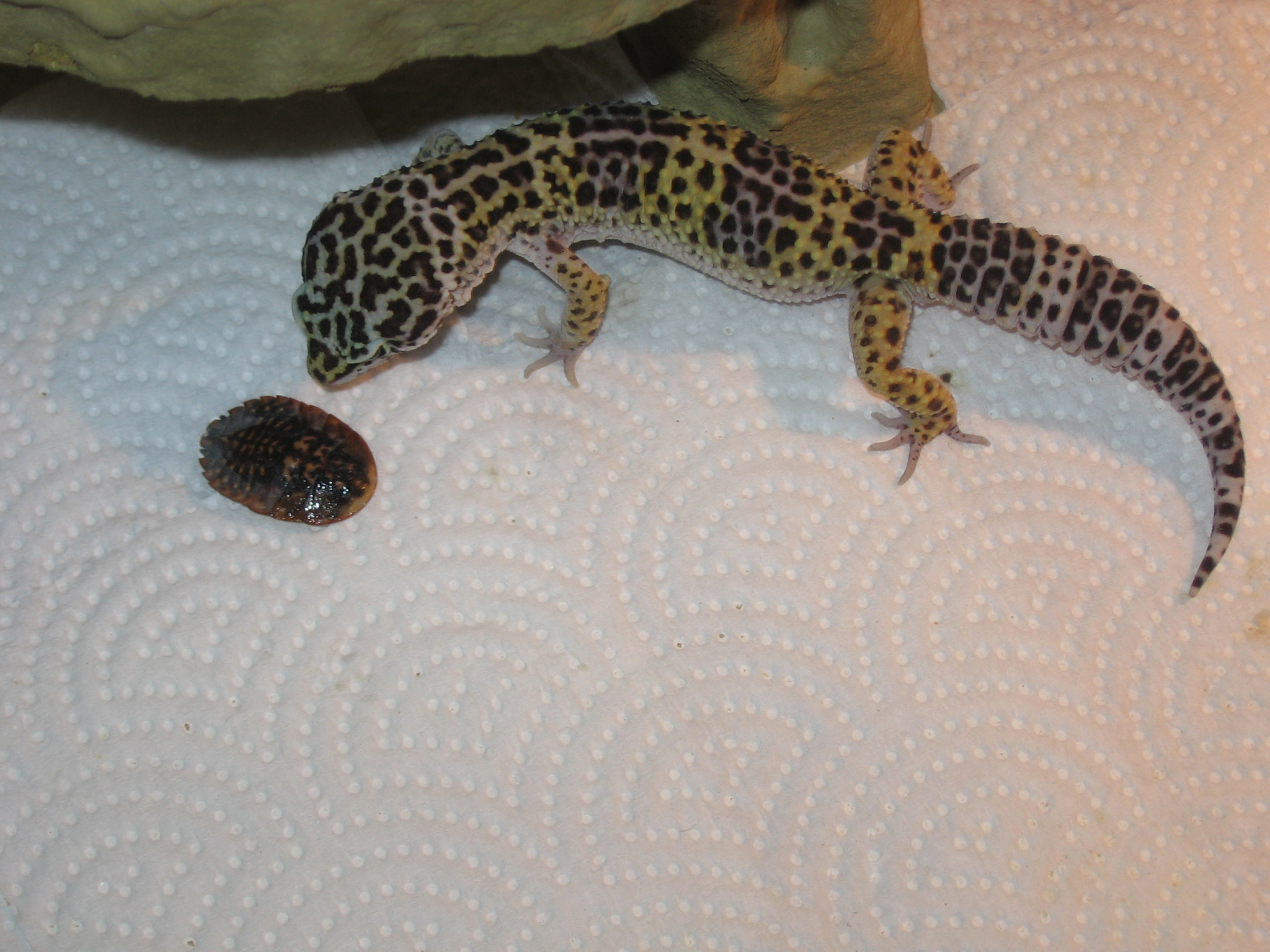
Spécimen en captivité s'intéressant à une blatte.

Le Gecko léopard ne mange que des animaux. Il se nourrit principalement de petits invertébrés quand il est jeune, puis devient plus opportuniste en vieillissant. Ainsi, ont déjà été observés des cas de prédation sur des insectes (sauterelles, criquets, blattes, grillon, scarabées, fourmis, odonates,vers de farine), arachnides (araignées, scorpions), lézards (Liolaemus sp., Podarcis sp., Rhinogecko femoralis) et des petits serpents, rongeurs et oisillons. Des cas de cannibalismes ont été observés, les adultes pouvant manger des juvéniles de leur espèce.
Le Gecko léopard utilise sa vue et son odorat pour chasser ses proies. Il est capable d'adapter sa technique de chasse au type de proie : ainsi, il est capable de s'approcher lentement d'une proie peu mobile pour l'attraper une fois à son contact, ou déclencher une attaque rapide pour saisir en un seul bond une proie plus mobile comme un criquet. Avant ce dernier type d'attaque, il est fréquent que la queue du gecko vibre.
Le Gecko léopard n'a pas de comportement charognard puisqu'il n'attaque que les proies mobiles ; les proies mortes ou immobiles sont généralement ignorées.

### Sens

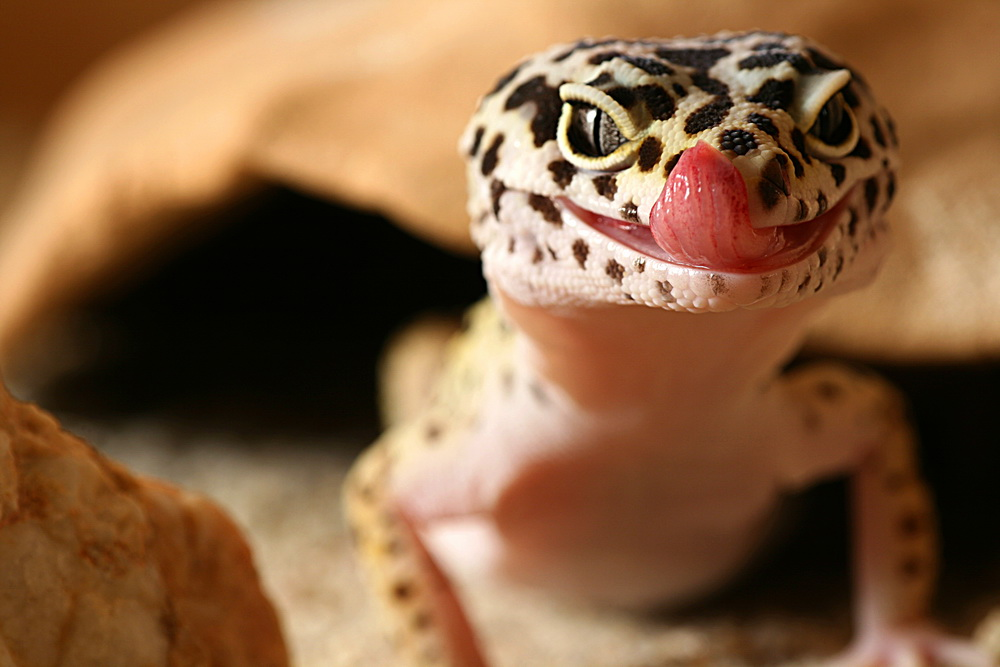
Gecko léopard tirant la langue pour sentir son environnement.

Le Gecko léopard possède un système visuel particulièrement adapté à la vision nocturne. Contrairement à la plupart des vertébrés nocturnes, cette espèce ne possède pas de cellules en bâtonnets (généralement dévouées à la vision nocturne, contrairement aux cônes qui permettent de voir le jour et de distinguer les couleurs). À la place, elle possède des cellules particulières qui constituent un intermédiaire entre les cônes (avec qui elles partagent la plupart de leurs caractéristiques structurelles et biochimiques) et les bâtonnets (elles ont une morphologie et une physiologie semblables tout en étant plus grandes). Ces cellules particulières auraient évolué à partir des cônes en acquérant au fil de l'évolution des caractéristiques propres aux bâtonnets. Ainsi, le Gecko léopard possède une bonne vision nocturne tout en distinguant les couleurs, même dans un environnement sombre : il possède des cellules adaptées à la perception de la lumière ultraviolette, bleue et verte, même s'il a perdu au cours de l'évolution les structures capables de percevoir le rouge.
Le Gecko léopard possède un organe de Jacobson qui lui permet, via sa langue qui capte les particules odorantes, d'analyser son environnement. Il est ainsi capable de reconnaître des proies ou le sexe de ses congénères.
Le Gecko léopard est capable de vocaliser : l'action conjointe de ses poumons et son larynx lui permettent d'émettre un cri strident. Son sens de l'ouïe est bien développé.

### Comportements sociaux

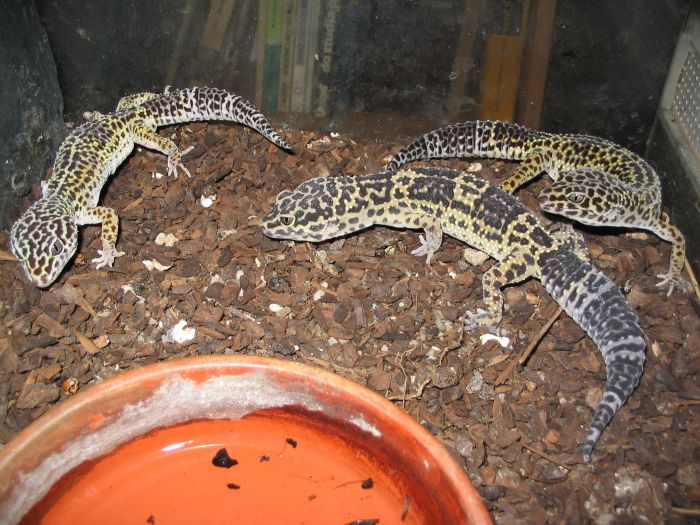
Groupe d'un mâle et deux femelles en captivité.

Le Gecko léopard est un animal grégaire qui vit en colonies d'individus d'âges et de sexes différents. Les mâles ont des comportements territoriaux marqués, particulièrement au printemps, au début de la saison de reproduction, où ils peuvent même se montrer agressifs les uns envers les autres. Les mâles dominants marquent leur territoire en frottant la partie postérieure de leur corps sur le sol, l'enduisant ainsi des sécrétions de leurs pores fémoraux. Les mâles en conflit adoptent une posture arquée en se raidissant sur leurs pattes et en effectuant des brusques mouvements vers l'avant ou latéralement pour intimider leur adversaire. Ils peuvent également pousser des cris aigus. Des combats peuvent également avoir lieu si l'un des deux mâles ne prend pas la fuite : les deux belligérants tentent de mordre leur adversaire, pouvant même lui infliger de sérieuses blessures. Il arrive occasionnellement que le vaincu perde sa queue par autotomie ; celle-ci est alors avalée par le vainqueur.
Ainsi, la composition de la colonie varie en fonction de la saison : à la sortie de l'hiver, elle comprend plusieurs individus subadultes et adultes. Les dominés quittent la colonie lors de la saison de reproduction. À la fin de la saison chaude, le groupe comprend de nombreux juvéniles nés durant l'année.
Lorsque deux individus se rencontrent, ils peuvent interagir en se léchant mutuellement la langue, en frottant leur gueule sur le sol ou en faisant vibrer leur queue. S'il s'agit de deux mâles, ils peuvent alors montrer des comportements agressifs.

### Reproduction
La reproduction du Gecko léopard dans la nature est relativement mal connue. Néanmoins, elle est bien connue en captivité. L'accouplement a lieu en mars et avril. Généralement, la femelle entre dans le territoire du mâle. Celui-ci s'approche alors et entreprend une parade nuptiale consistant à lécher, puis mordre, la femelle. La morsure a d'abord lieu sur la queue de la femelle, puis le mâle, sans lâcher prise, remonte le long du corps jusqu'à mordre la nuque. Il se contorsionne alors pour coller son cloaque contre celui de la femelle et faire pénétrer l'un de ses hémipénis. L'accouplement dure entre cinq et dix minutes.

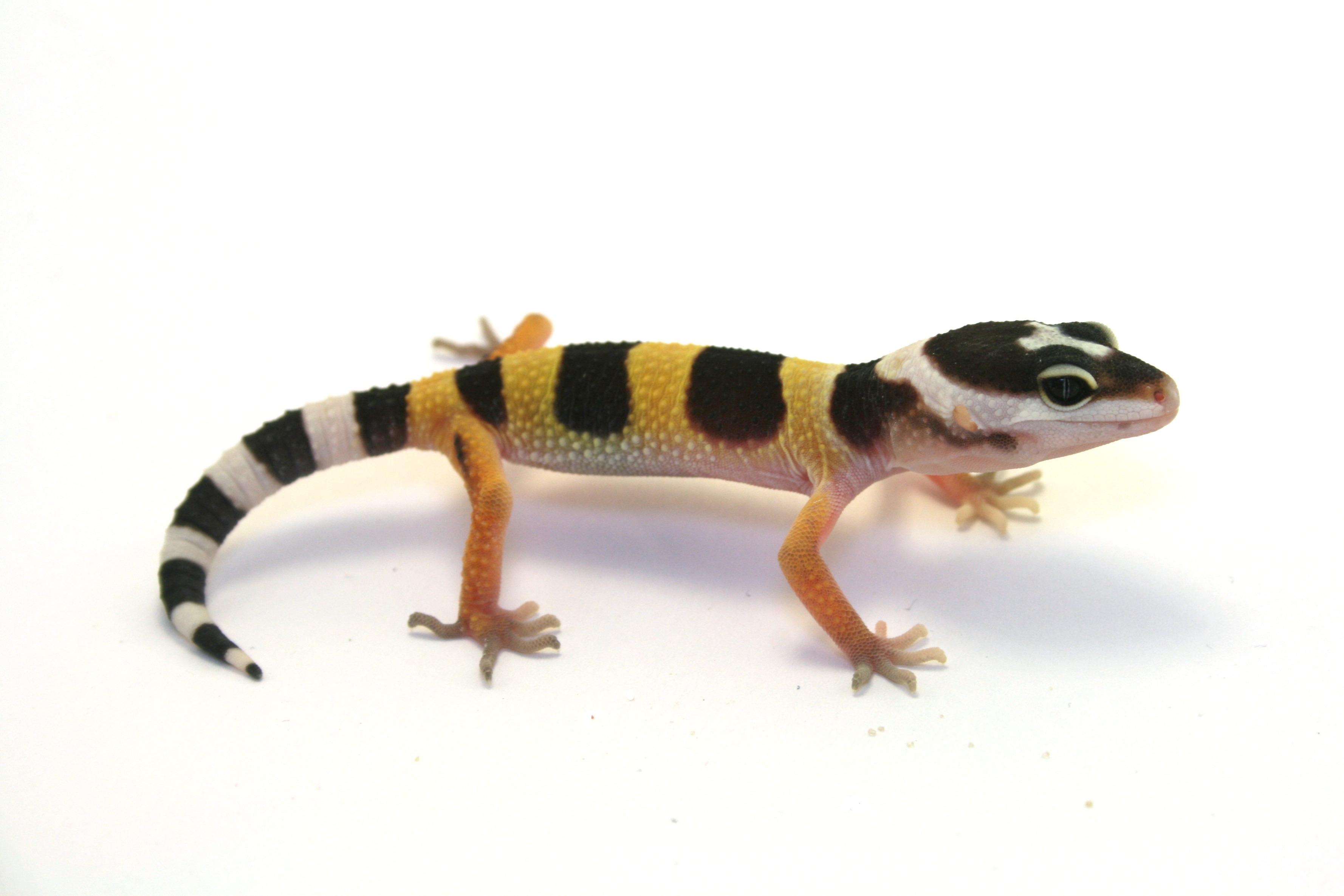
Individu juvénile.

Les geckos léopard sont ovipares. La gestation dure entre dix et vingt jours. La femelle recherche alors un site de ponte humide et abrité de la pluie et du soleil, profitant notamment des anfractuosités des rochers. Une femelle adulte pond généralement entre deux et quatre fois par an, la durée séparant deux pontes dépendant de l'état de nutrition de la femelle, même si ce nombre peut monter à dix. Chaque ponte comprend généralement deux œufs, même si elle peut n'en compter qu'un seul. La taille des œufs dépend de l'âge de la femelle, les femelles plus jeunes pondant des œufs plus petits, et de la population. Les œufs sont ovales, et mesurent entre 31 et 35 mm de long pour entre 13 et 16 mm de large.
La durée d'incubation est d'environ un mois. La température d’incubation détermine le sexe des futurs geckos :
- de 25 à 30,5 °C et au-delà de 33,5 °C, les œufs donnent naissance à une majorité de femelles ;
- de 30,5 à 33,5 °C, les œufs donnent naissance à une majorité de mâles ;
- aux températures « pivots » (30,5 et 33,5 °C), on obtient un sex-ratio de 50 % de mâles et 50 % de femelles.

Ces températures sont néanmoins variables selon les individus.
À la naissance, les jeunes ont une taille totale comprise entre 8,2 et 8,9 cm et une masse comprise entre 2,5 et 3 g. Ils sont tout de suite indépendants.

### Prédateurs et stratégies de défense

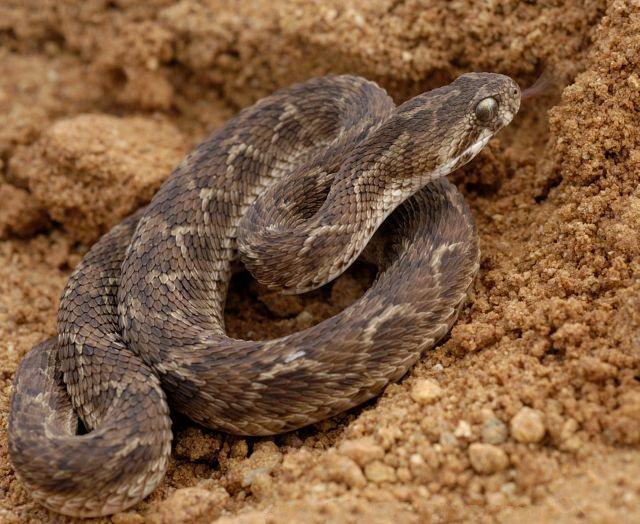
Dans son milieu naturel, l'Échide carénée est une prédatrice dEublepharis macularius.

Parmi ses prédateurs, Eublepharis macularius compte des mammifères (notamment des renards, chacals et mangoustes), des varans, des serpents et des oiseaux (milans, chouettes...).

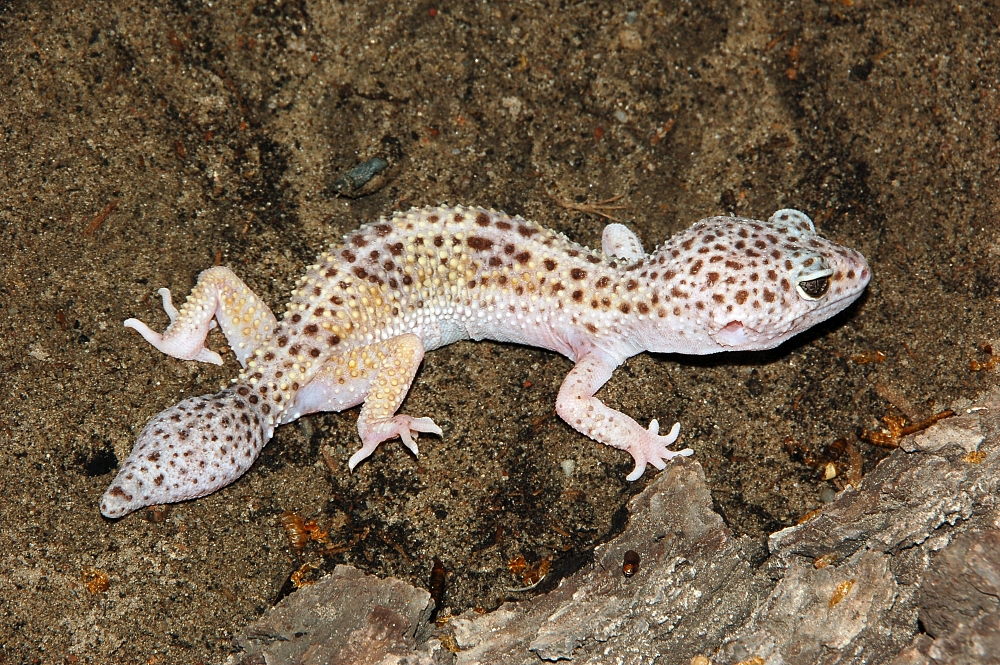
Gecko léopard adulte présentant une queue de repousse. Celle-ci a un aspect boudiné et n'est pas segmentée.

Les motifs de sa livrée permettent au Gecko léopard de se fondre dans son environnement. Il peut également compter sur sa vue et son ouïe développées pour repérer ses prédateurs. Il est alors capable de fuir rapidement. Pour détourner l'attention des prédateurs, le Gecko léopard pratique l'autotomie en se débarrassant de sa queue qui effectue une fois coupée des mouvements particulièrement complexes jusqu'à 30 minutes après sa chute. L'autotomie peut avoir lieu de deux manières différentes. Tout d'abord, elle peut avoir lieu sous l'effet d'un stress important, mais sans nécessairement qu'il soit accompagné d'un contact physique entre le gecko et la source du stress ; la queue est alors sectionnée à sa base (il s'agit d'une « autotomie basale »). Elle peut également avoir lieu dans le cas d'une agression physique de la part d'un prédateur ou d'un congénère au niveau de la queue : celle-ci peut alors se sectionner à l'endroit de l'attaque ; il s'agit d'une « autotomie partielle ». Quoi qu'il en soit, après la perte totale ou partielle de la queue, elle se régénère entièrement, tissus musculaires, adipeux et nerveux compris, mais les vertèbres régénérées sont cartilagineuses et non osseuses. La queue a alors un aspect boudiné et non segmenté, contrairement à l'aspect « normal » chez cette espèce.

### Maladies
Les maladies touchant le Gecko léopard dans la nature sont mal connues. Néanmoins, cet animal étant fréquemment élevé en captivité, les pathologies touchant les animaux captifs sont étudiées en médecine vétérinaire. Parmi elles, on compte :
- les parasitoses internes, notamment la coccidiose ;
- les troubles de la mue, pouvant être dus à un manque d'hygrométrie ou une carence vitaminique ;
- la rétention d'œuf ;
- l'occlusion intestinale due à l'ingestion d'un corps étranger ;
- l'ostéofibrose due à une carence vitaminique ;
- l'insuffisance rénale ;
- l'obésité (cet état étant particulièrement lié à l'état de captivité et la suralimentation) ;
- les affections oculaires pouvant être dues à des carences vitaminiques ou à des corps étrangers dans les yeux.

## Distribution et habitat

### Aire de répartition

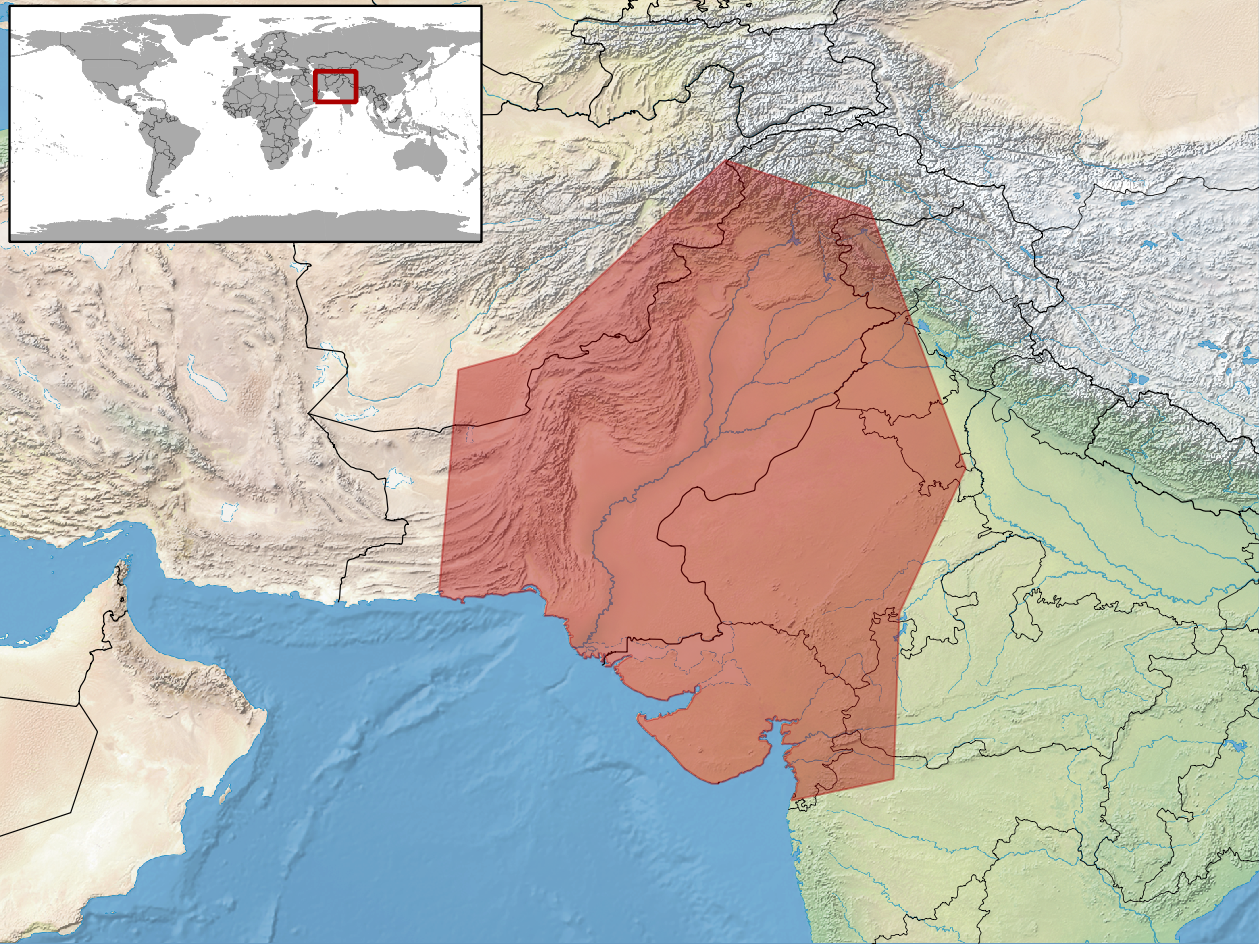
Aire de répartition approximative dEublepharis macularius,.

L'aire de répartition du Gecko léopard couvre la quasi-totalité du territoire du Pakistan, une partie du sud de l'Afghanistan et le nord-ouest de l'Inde, jusqu'à New Delhi (elle est présente dans les États de Rajasthan, Pendjab et Jammu-et-Cachemire). L'espèce aurait également été observée, en 1904, dans la région du Khorassan en Iran, non loin de la frontière afghane, mais cette observation n'a jamais été rééditée et a été mise en doute depuis.
Les frontières de cette aire de répartition sont encore assez mal définies. Ainsi, si elle est nettement délimitée au nord par les contreforts de la chaîne de l'Hindou Kouch, ses limites ne sont pas encore précisément connues à l'est, à l'ouest et au sud (nous ne savons pas jusqu'où s'enfonce Eublepharis macularius au sein du désert du Thar, en Inde),,. En 2019, l'espèce a été observée au Népal, dans le District de Banke, non loin de la frontière indienne.
La localité type de l'espèce est Salt Range, au Pendjab (Pakistan).

### Habitat
Ce gecko fréquente principalement des milieux pierreux et accidentés, désertiques ou semi-désertiques. Toutefois, la palette de milieux fréquentés est large et comprend les déserts et brousses xériques, steppes et forêts tropicales sèches. Il semble préférer les sols argileux et évite les déserts sableux. Il arrive qu'il loge dans des espaces très anthropisés comme des murs de pierres, bâtiments, etc.. Dans ces milieux, il s'abrite dans les crevasses et anfractuosités de la roche, sous les pierres et dans les trous du sol.
On rencontre le Gecko léopard du niveau de la mer à environ 2 500 m d'altitude.

## Taxinomie et sous-espèces

### Taxinomie
Eublepharis macularius a été décrit par Edward Blyth en 1854. Le nom du genre, Eublepharis vient du grec eu, qui signifie « bien » ou « vrai », et blepharis qui désigne les cils ou les paupières. Eublepharis signifie donc « qui a des vraies paupières », en référence aux paupières mobiles caractéristiques du genre. L'épithète spécifique macularius vient du latin macula qui signifie « tache », en référence à la robe de l'animal.

### Synonymes
Selon The Reptile Database (28 mai 2013), le taxon Eublepharis macularius (Blyth, 1854) admet plusieurs synonymes :
- Cyrtodactylus macularius Blyth, 1854, le protonyme
- Eublepharis fasciolatus Günther, 1864
- Cyrtodactylus madarensis Sharma, 1980
- Eublepharis gracilis Börner, 1974

### Noms vulgaires et vernaculaires
La plupart des noms vulgaires d'Eublepharis macularius font référence à sa livrée rappelant celle d'un léopard (ou panthère). Ainsi, il est appelé Leopardgecko ou Panthergecko en allemand, leopard gecko en anglais, luipaardgekko en néerlandais et gekon lamparci en polonais. Au Pakistan, il est appelé Khin-khin, Korrh kirly ou Bis cobra, en référence à une superstition locale voulant que cet animal soit venimeux.

### Classification phylogénétique
Les relations phylogénétiques au sein du genre Eublepharis sont les suivantes :
- - 
    - Eublepharis hardwickii
    - 
      - Eublepharis macularius
      - Eublepharis fuscus

    - 
      - Eublepharis turcmenicus
      - Eublepharis angramainyu

Cet arbre ayant été élaboré en 1988, l'espèce Eublepharis fuscus n'y figurait initialement pas puisqu'elle a été élevée au rang d'espèce en 1997 ; elle était précédemment considérée comme une sous-espèce d'Eublepharis macularius.

### Sous-espèces
Selon The Reptile Database (29 juillet 2013), l'espèce comprend cinq sous-espèces :
- Eublepharis macularius afghanicus Börner, 1976 ;
- Eublepharis macularius fasciolatus Günther, 1864 ;
- Eublepharis macularius macularius (Blyth, 1854) ;
- Eublepharis macularius montanus Börner, 1976 ;
- Eublepharis macularius smithi Börner, 1981.

Néanmoins, certains auteurs ne considèrent que les deux sous-espèces E. m. afghanicus et E. m. macularius comme valides.

## Le Gecko léopard et l'Humain

### Menaces
Le Gecko léopard n'est pas considéré comme une espèce menacée par l'Union internationale pour la conservation de la nature (UICN). Ainsi, elle ne figure pas dans la liste rouge de l'UICN mondiale, bien qu'elle soit considérée comme faisant l'objet d'une « préoccupation mineure » en Inde.

### Superstitions
Smith rapporte, en 1935 dans l'ouvrage Fauna of British India, que les populations indiennes considéraient, à tort, le Gecko léopard comme très venimeux. Minton (en), en 1966, mentionne qu'au Pakistan, l'espèce est également considérée comme venimeuse et que le simple fait d'entrer en contact avec les fluides corporels de l'animal serait létal.

### En captivité

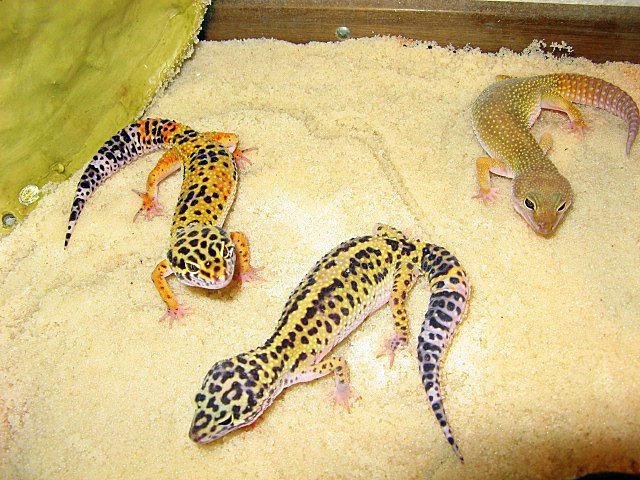
Des geckos léopard de différentes phases élevés en captivité.

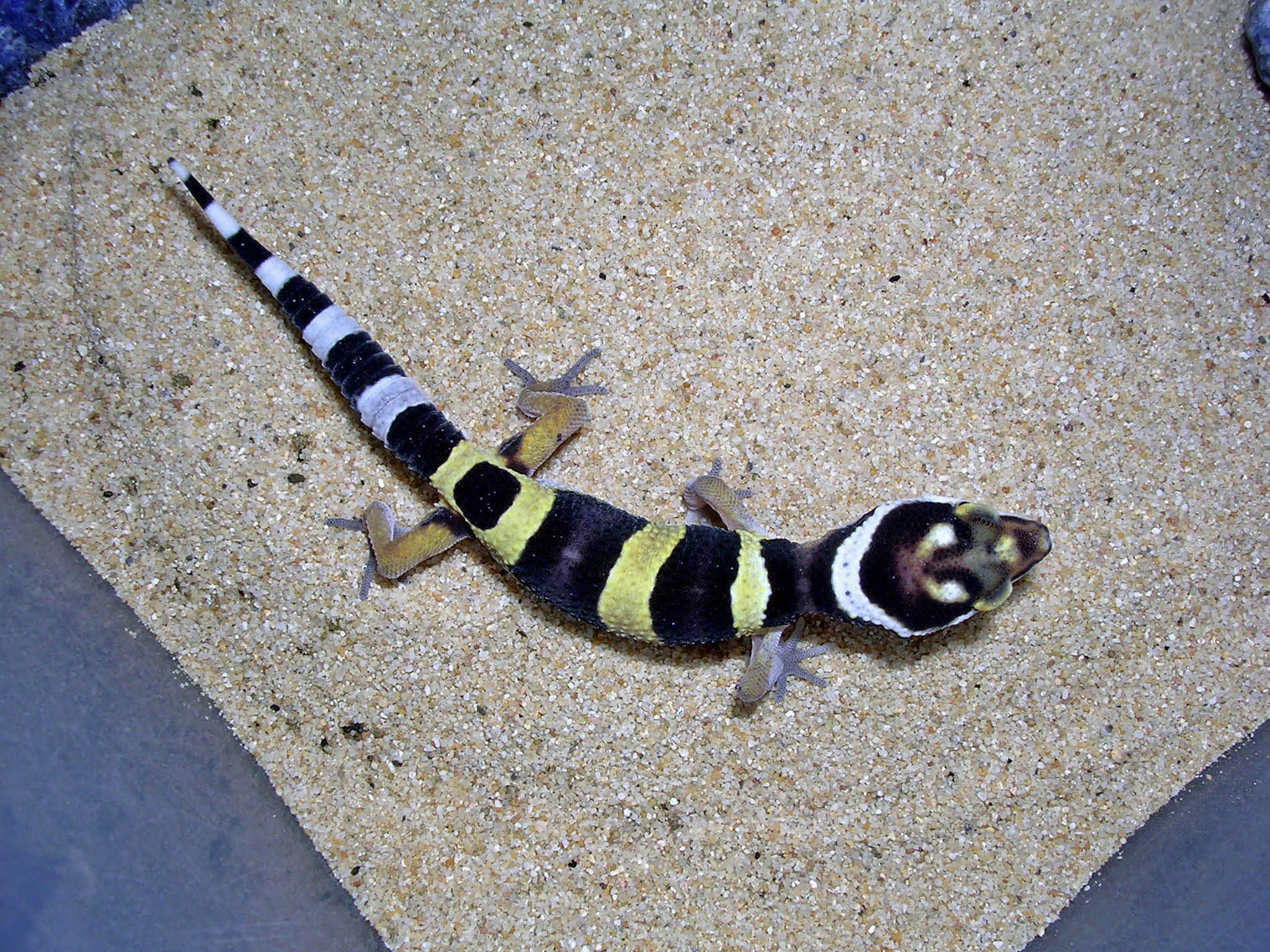
Juvénile né en captivité.

Le Gecko léopard est probablement le lézard le plus fréquemment élevé en terrariophilie, avec l'Agame barbu (Pogona vitticeps). Il pourrait même être le reptile le plus détenu en captivité du monde. En effet, sa petite taille, sa robustesse et sa facilité de reproduction en captivité en font un reptile très prisé des amateurs de nouveaux animaux de compagnie.
Au fil des années, les éleveurs de Gecko léopard ont obtenu, par sélection, croisements et rétrocroisements, une grande variété de phases ou « morphes », c'est-à-dire des variations de couleurs et de motifs. Cette recherche de nouveauté a obligé les éleveurs à connaître de manière fine la génétique de l'espèce, les croisements jouant sur les principes de la génétique mendélienne, la dominance et récessivité des allèles et le caractère monogénique ou polygénique des mutations. Ainsi, sont apparues des phases jouant sur la couleur des spécimens (albinisme, leucistisme ou encore High yellow ou Tangerine pour les animaux dont la couleur de fond tend vers le jaune ou l'orangé), sur les motifs de la robe (phases dites Jungle, « lignées », etc.) ou même sur la taille de l'animal (phase dite Giant). Cette sélection d'individus sur des bases esthétiques peut amener à sélectionner involontairement des tares génétiques. Par exemple, les individus de la phase dite Enigma, seule phase associée à un allèle dominant, semblent présenter des symptômes neurologiques et des problèmes d'équilibre,.
Si elle a fait dans le passé l'objet de prélèvements par l'Humain dans la nature, notamment au Pakistan, pour alimenter le marché mondial des nouveaux animaux de compagnie, elle n'est aujourd'hui presque plus capturée dans la nature. En effet, le marché peut fonctionner en circuit fermé grâce à la reproduction de geckos en captivité, sans avoir besoin de prélever de spécimens sauvages. Par exemple, durant l'année 2001, le nombre de geckos léopard nés en captivité au sein des élevages commerciaux américains s'élèverait à 55 000.
Toutefois, si le commerce de geckos léopard est légal à l'échelle mondiale, il existe un trafic illégal de geckos léopard, par exemple pour faire rentrer des spécimens dans des pays réglementant la détention et/ou l'importation de reptiles exogènes, comme la Norvège ou l'Australie,.

### Philatélie

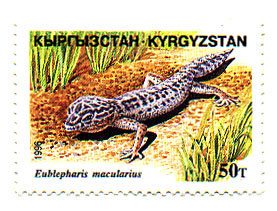
Timbre kirghiz représentant un Gecko léopard.

Ce gecko a été figuré sur un timbre afghan de 1966, un timbre du Laos de 1984, un timbre de 50 tyiyn du Kirghizistan en 1996, et un timbre béninois de 2002.

### Publications décrivant le taxon
- (en) Edward Blyth, « Proceedings of the Society. Report of the Curator, Zoological Department », Journal of the Asiatic Society of Bengal, vol. 23,‎ 1854, p. 729-740 (lire en ligne)
- (en) Achim-Rüdiger Börner, « Second contribution to the systematics of the southwest Asian lizards of the geckonid genus Eublepharis Gray 1827: materials from the Indian subcontinent », Saurologica, vol. 2,‎ 1976, p. 1-15
- (en) Achim-Rüdiger Börner, « Third contribution to the systematics of the southwest Asian lizards of the geckonid genus Eublepharis Gray 1827: Further materials from the Indian subcontinent », Saurologica, vol. 3,‎ 1981, p. 1-7
- (en) Albert Günther, « Description of a new species of Eublepharis », Annals and Magazine of Natural History, 3e série, vol. 14,‎ 1864, p. 429-430 (lire en ligne)

### Autres publications

#### Ouvrages
: document utilisé comme source pour la rédaction de cet article.
- (fr) Olivier Antonini, Le gecko léopard : Eublepharis macularius, Mouleydier, Animalia éditions, 2009, 136 p. (ISBN 978-2-915740-78-3 et 2-915740-78-X).
- (fr) Philippe Gérard, L'élevage du Gecko léopard, Paris, Philippe Gérard, 1997, 66 p. (ISBN 978-2-912521-02-6 et 2-912521-02-5)
- (en) Hermann Seufer, Yuri Kaverkin et Andreas Kirschner (éditeur), The Eyelash Geckos : Care, Breeding and Natural History, Karlsruhe (Allemagne), Kirschner & Seufer Verlag, 2005, 238 p. (ISBN 3-9804207-8-7).

#### Articles scientifiques
- (de) Wilms, « Über die altersbedingte Zeichnungsveränderung bei Eublepharis macularius », Herpetofauna, vol. 11, no 62,‎ 1989, p. 13-16
- (de) Wilms, « Der Leopardgecko - nicht nur ein Einsteigertier », Reptilia, vol. 9, no 2,‎ 2004, p. 56-62
- (en) P. Martinez Carrión et al., « Eublepharis macularius (BLYTH 1854) - Leopard Gecko », Reptilia (GB), no 26,‎ 2003, p. 39-42
- (en) Ikemoto et Park, « Identification and characterization of the reptilian GnRH-II gene in the leopard gecko, Eublepharis macularius, and its evolutionary considerations », Gene, vol. 16,‎ 2003, p. 157-165
- (de) Henkel, Knöthig et Schmidt, « Leopardgeckos », Natur und Tier Verlag (Münster),‎ 2000, p. 1-80
- (en) Indraneil Das, « Cnemaspis madarensis Sharma (1980), a junior synonym of Eublepharis macularius (Blyth, 1854) », Asiatic Herpetological Research, vol. 4,‎ 1992, p. 55-56
- (de) Achim-Rüdiger Börner, « Ein neuer Lidgecko der Gattung Eublepharis Gray 1827 », Miscellaneous Articles in Saurology, no 4,‎ 1974, p. 7-14